# Puente-grúa

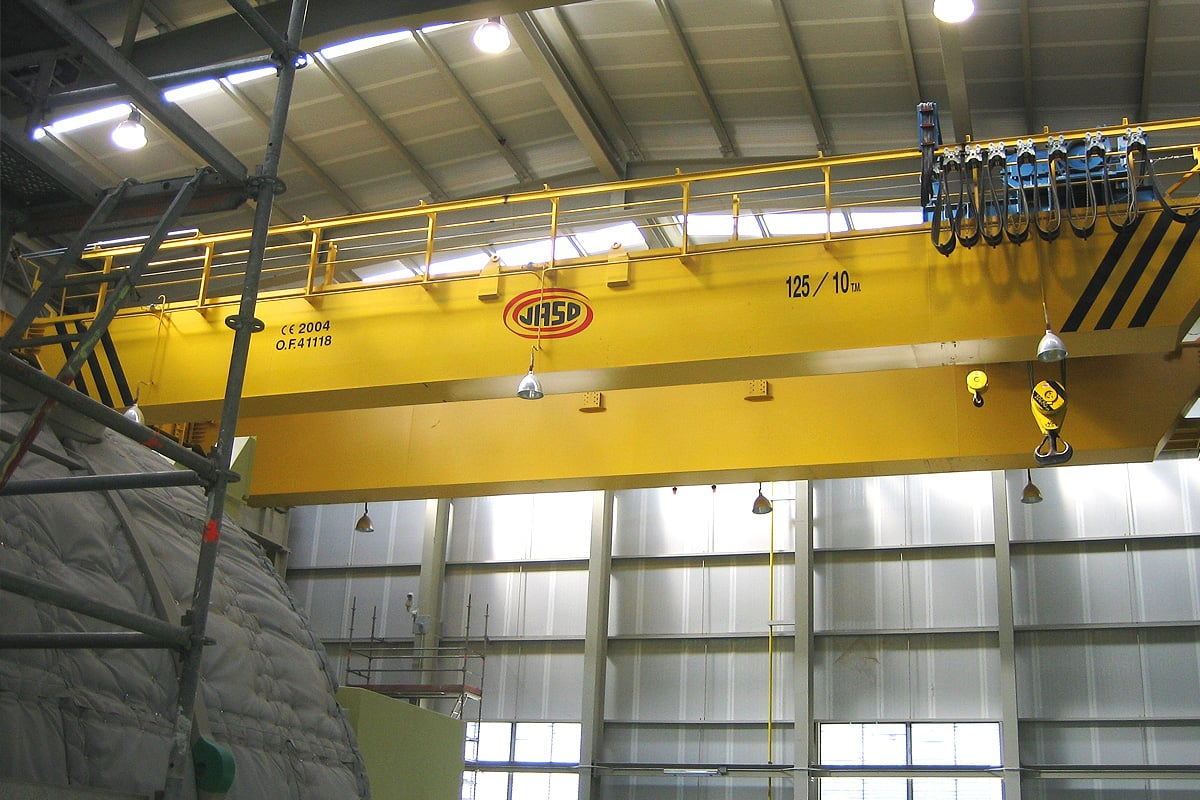
Puente grúa birriel de 10 Tn

Un puente grúa o puente-grúa es un tipo de grúa que se utiliza en fábricas e industrias, para izar y desplazar cargas pesadas, permitiendo que se puedan movilizar piezas de gran porte en forma horizontal y vertical. Si el puente se encuentra rígidamente sostenido por dos o más patas que se desplazan sobre rieles fijados a nivel del piso, entonces se denomina grúa pórtico (USA, ASME B30 series). 

## Descripción
Un puente grúa es un equipo de izaje diseñado para mover y elevar cargas pesadas de manera eficiente y segura en un área específica de trabajo.
Se compone de un polipasto con carro, sostenido o apoyado en una o dos vigas principales dispuestas sobre dos carros o testeras. Estas testeras, a su vez, están apoyadas en vigas carrileras instaladas en la estructura del edificio.
El puente es alimentado eléctricamente por medio de un tendido de cable plano del tipo festón. Se denomina alimentación primaria, cuando recorre desde el tablero eléctrico desginado hasta la viga principal; y alimentación secundaria desde la viga principal hasta el polipasto. La operación se realiza con una botonera colgante o un radiocontrol.
El polipasto o aparejo, es el equipo que permite el izaje vertical de la carga. El carro desplaza el aparejo a lo largo de la luz del puente, es decir, recorre la totalidad viga principal de forma horizontal. La estructura completa del puente se traslada por el edificio por medio de los carros testeros, que cuentan un motor eléctrico cada uno.

## Factores

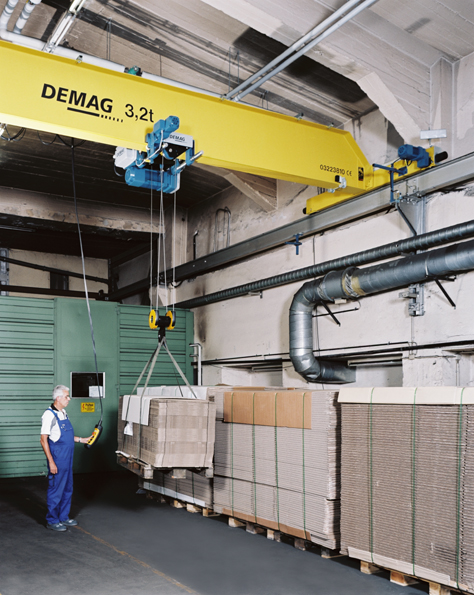
Operación de un puente grúa monorriel de 3 Tn

Para definir el tipo de puente grúa a utilizarse deben tenerse en cuenta los siguientes factores:
- Capacidad o carga nominal
- Luz o trocha
- Altura de izaje
- Tipo de ambiente
- Ciclos o tiempo de operación

## Tipos de puentes grúa estandarizados
Se pueden fabricar distintos tipos de puente grúa, dependiendo de las dimensiones del lugar y los requerimientos de cada usuario. Los principales son:

### Monorriel
Un puente grúa monorriel está constituido por una viga principal, principalmente fabricada con base en un perfil de hierro laminado. Se utiliza generalmente en naves industriales medianas y galpones. La capacidad puede llegar hasta las 10 Tn, y la luz hasta los 20m. Aunque estos valores se pueden incrementar, dependerán en gran medida del momento flector que se genere sobre el puente grúa. Con una menor luz, se puede elevar una mayor carga (puede llegar hasta 25 Tn), y viceversa, con una carga pequeña, la luz se puede extender (en casos especiales hasta 50m).

### Birriel

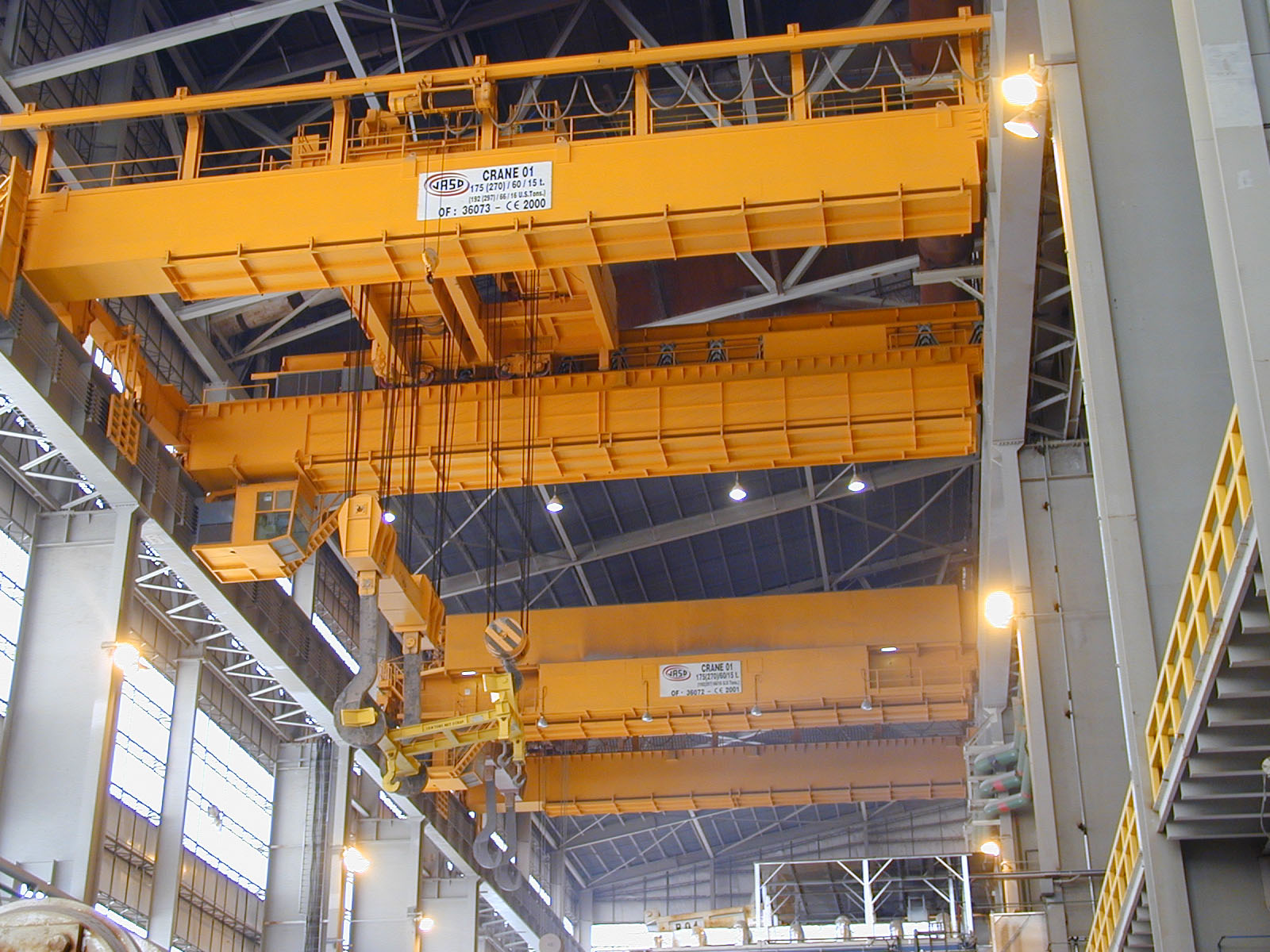
Puentes grúa birrieles con pasarela de mantenimiento y cabina de operación

En este caso, el puente se compone de dos vigas principales, fabricadas con perfil laminado o en viga cajón, constituida en chapa y con uniones soldadas. La configuración birriel permite cumplir con altas exigencias de trabajo, permitiendo elevar cargas muy pesadas (llegando a 250 Tn) y en grandes luces. Es una opción versátil y ágil para fábricas de amplia magnitud, ya que permite optimizar el peso de las vigas principales para minimizar la carga sobre ellas. Este diseño permite que el aparejo pueda estar suspendido, o apoyado encima de las vigas, ganando altura de izaje. Además se pueden incorporar características especiales, entre las que se pueden enumerar:
- Plataforma de mantenimiento.
- Aparejo dual con dos capacidades y velocidades, una mayor y otra menor.
- Cabina de operación.
- Variador de velocidad.

### Suspendido
En ciertas instalaciones, la baja altura no permite montar un puente sobre vigas carrileras comunes. Sin embargo, si el techo cuenta con vigas ancladas a él, se puede instalar un puente grúa suspendido, donde los carros testeros se trasladan por el ala inferior de los perfiles. Este diseño, permite ahorrar mucha altura de izaje en lugares estrechos tales como bahías de camiones y módulos de talleres.

## Aplicaciones

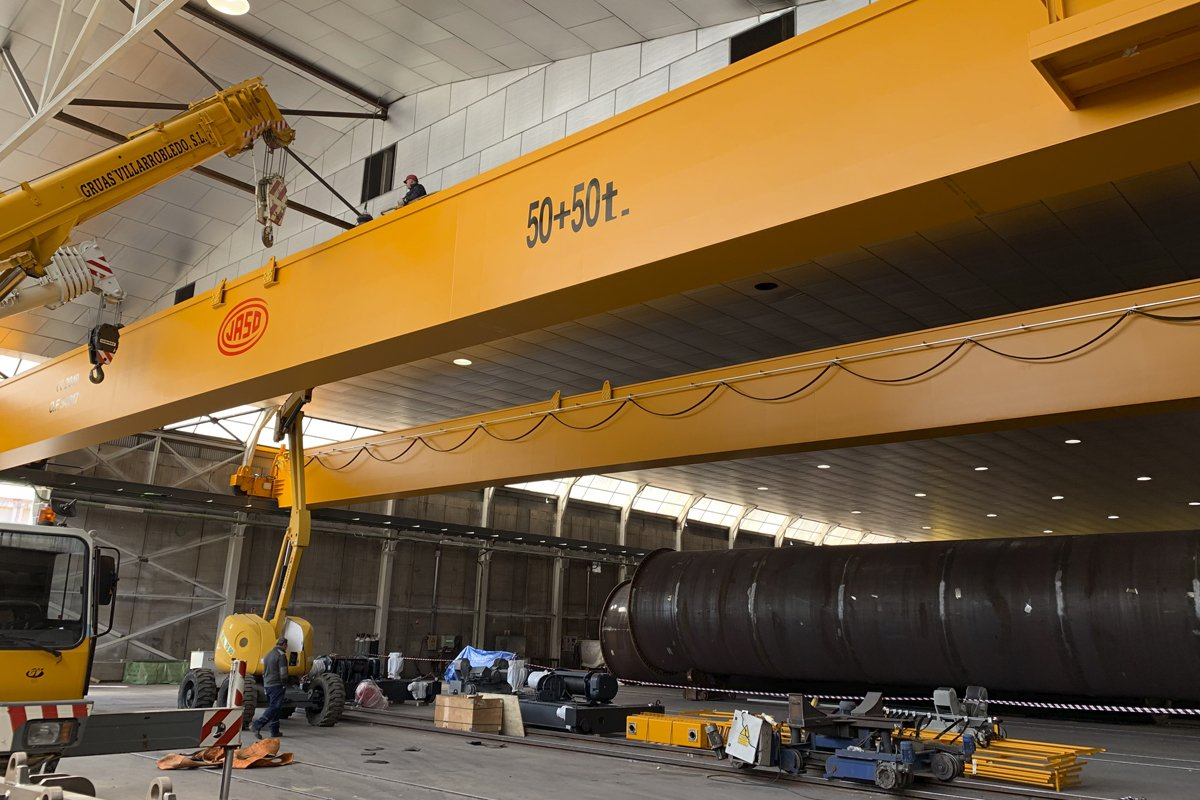
Puente grúa birriel de 50 Tn, utilizado para la producción de torres eólicas.

A diferencia de las grúas móviles o de construcción, los puentes-grúa son utilizados por lo general en fábricas o galpones industriales, estando limitados a operar dentro del galpón o nave industrial donde se encuentran instalados.
El uso de este tipo de grúa se aplica en la industria acerera, para mover productos terminados como bobinas, caños y vigas, tanto para su almacenamiento como para la carga a los transportes convenientes.
En la industria subsidiaria del cemento, para facilitar la fabricación de caños, postes, vigas, entre otros productos de gran peso y volumen.
En la industria automotriz y de maquinarias pesadas, se utilizan puentes grúa para el manejo de materias primas y en otros casos para el ensamblado de grandes piezas, en máquinas viales (Pala cargadora, topadora, Motoniveladora, camiónes). 
Casi todas las fábricas de papel utilizan las grúas de puente para el mantenimiento regular que requiere la eliminación de los rodillos, bobinas y otros equipos pesados.

## Estándares
- ASME B30.2: "Overhead and Gantry Cranes (Top Running Bridge, Single or Multiple Girder, Top Running Trolley Hoist)"
- ASME B30.17: "Overhead and Gantry Cranes (Top Running Bridge, Single Girder, Underhung Hoist)"
- ASME B30.16: "Overhead Hoists (Underhung)"
- ASME B30.11: "Monorails and Underhung Cranes"
- BS 466: "Specification for Power driven overhead travelling cranes, semi-goliath and goliath cranes for general use" (1984)
- ISO 4301-5: "Cranes; classification; part 5: overhead travelling and portal bridge cranes" (1991)
- ISO 8686-5: "Cranes; design principles for loads and load combinations; part 5: overhead travelling and portal bridge cranes" (1992)

## Galería

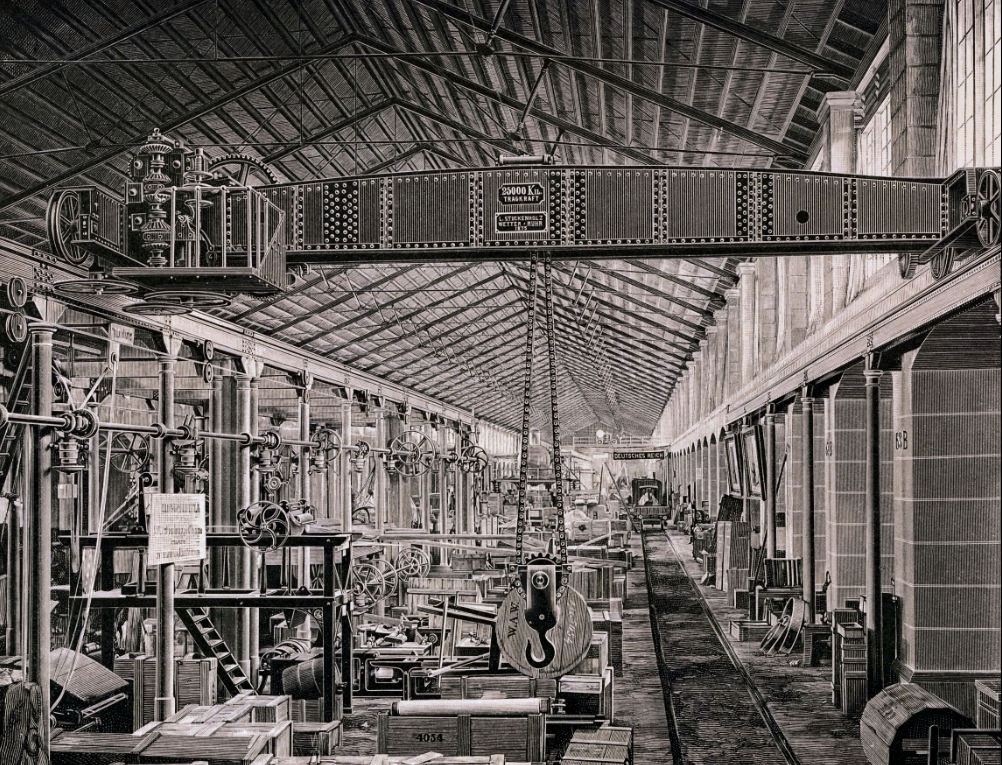
Ejemplo de un puente grúa motorizado a vapor de 1875, producido por Stuckenholz AG, Wetter am der Ruhr, Alemania.
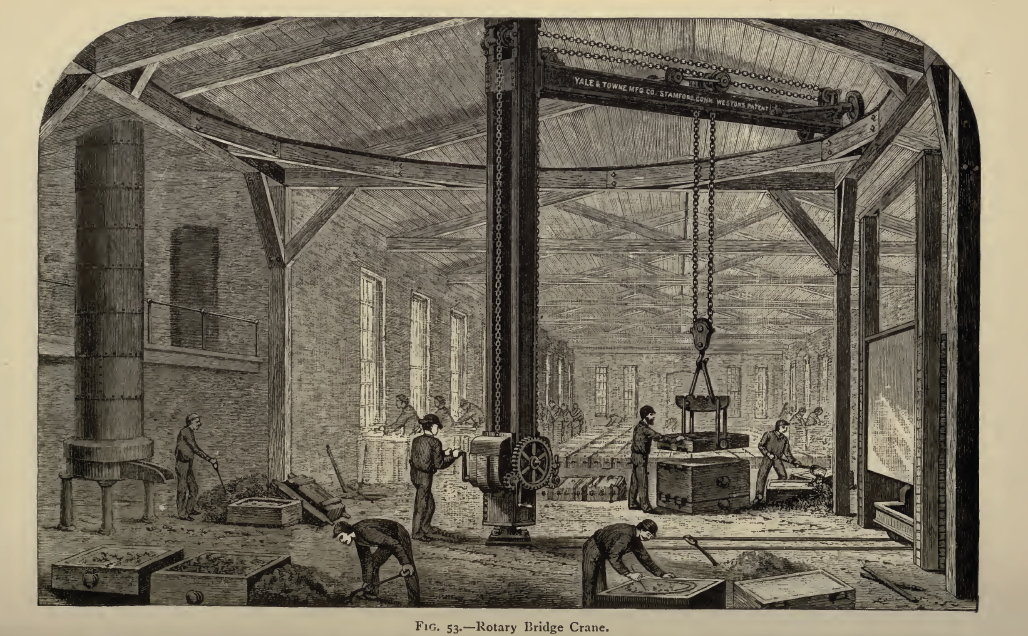
Puente grúa rotatorio instalado en una fundición, ca. 1880
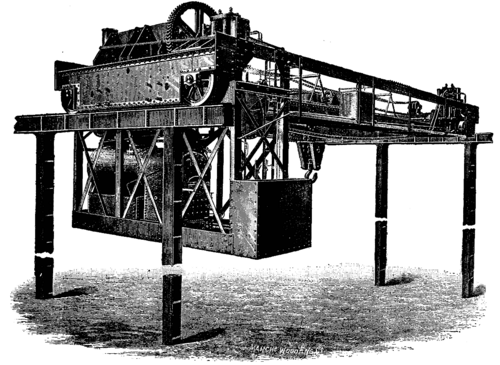
Puente grúa motorizado a vapor ca. 1890. Posee tres motores independientes de dos cilindros para permitir desplazamiento transversal o longitudinal y el izaje.